# Maisnil-lès-Ruitz
Maisnil-lès-Ruitz – miejscowość i gmina we Francji, w regionie Hauts-de-France, w departamencie Pas-de-Calais.
Według danych na rok 1990 gminę zamieszkiwało 1235 osób, a gęstość zaludnienia wynosiła 222 osób/km² (wśród 1549 gmin regionu Nord-Pas-de-Calais Maisnil-lès-Ruitz plasuje się na 496. miejscu pod względem liczby ludności, natomiast pod względem powierzchni na miejscu 630.).